# Hans Seidemann
Hans Seidemann (ur. 18 stycznia 1901 w Garlin – obecnie część Karstädt w Brandenburgii; zm. 21 grudnia 1967 w Brunszwiku) – niemiecki pilot wojskowy, generał Luftwaffe podczas II wojny światowej. 
Brał udział w zawodach lotniczych Challenge 1932 i Challenge 1934, w których zajął odpowiednio 8. i 3. miejsce.

## Odznaczenia
- Krzyż Rycerski Krzyża Żelaznego z Liśćmi Dębu
  - Krzyż Rycerski – 20 marca 1942
  - Liście Dębu (nr 658) – 18 listopada 1944
- Krzyż Żelazny I Klasy – 20 maja 1940
- Krzyż Żelazny II Klasy – 25 września 1939
- Złoty Krzyż Hiszpanii z Mieczami – 6 czerwca 1939